# CMMG Mk47 Mutant
CMMG Mk47 Mutant — самозарядний карабін під патрон 7,62x39мм, розроблений американською компанією CMMG Inc. Він може приймати всі різновиди магазинів від автомата Калашникова, включаючи сталеві, полімерні та барабанні.

## Історія
Про випуск Mk47 було публічно оголошено у 2014 році. У 2015 році CMMG випустила свої перші серійні Mk47 для магазинів по всій території США. За словами менеджера з виробництва CMMG Тайсона Бредшоу, CMMG створила гвинтівку через потребу споживачів «мати надійну гвинтівку американського виробництва, яка могла б належним чином працювати з розмірами патрона 7,62x39 мм. Щоб зробити це належним чином, він вимагав від CMMG розробити гвинтівку відповідно до калібру. Використати магазини для АК було очевидним рішенням, тому що вони, як відомо, є одними з найнадійніших магазинів, які належним чином працюють із патронами, що мають кулю зі звуженням.» На виставці SHOT Show 2015 представники CMMG припустили, що вони також можуть створити варіант гвинтівки під патрон 5,45×39 мм.

## Опис зброї
Mk47 Mutant має затворну раму розміром як у AR-10, збільшену цівкою CMMG RKM KeyMod і верхньою/нижньою ствольною коробкою, виготовленою з алюмінієвої заготовки 7075-T6. Гвинтівка має пістолетну рукоятку, перемикач режимів вогню, спускову групу та буферну трубку прикладу на основі AR-15. Принцип роботи Mk47 — система безпосередньої дії порохових газів. Mk47 оснащений вигнутим магазином у стилі автомата Калашникова на 30 патронів. Гвинтівки що продаються у Каліфорнії, оснащені магазинами «Вепр» на 10 патронів з обов'язковою кнопкою скидання магазина.

## Варіанти
- CMMG Mk47 K Pistol  – має укорочений ствол 10 дюймів з пістолетною рукояткою Magpul MOE та одноступеневим курком CMMG.
- CMMG Mk47 K Short Barrel Rifle – ті ж самі характеристики, що й у K Pistol, але з доданням приклада Magpul CTR.
- CMMG Mk47 Mutant AKM – має ствол довжиною 16,10 дюймів, дулове гальмо SV і одноступеневий курок CMMG з пістолетною рукояткою Magpul MOE і прикладом CTR.
- CMMG Mk47 Mutant AKM CA – має 16-дюймовий ствол з гальмом SV і одноступеневий курок CMMG.
- CMMG Mk47 Mutant AKM 2 CA – ті ж самі характеристики, що й у AKM CA, але оснащений курком Geissele SS.
- CMMG Mk47 Mutant T CA – має ствол довжиною 16 дюймів, одноступеневий спусковий гачок CMMG, 6-позиційний складний приклад A4 і пістолетну рукоятку A2.
- CMMG Mk47 AKS8 – випущений у 2016 році, може бути в пістолетній конфігурації або в конфігурації Short Barrel Rifle зі стволом 8 дюймів і дульним гальмом Krink.

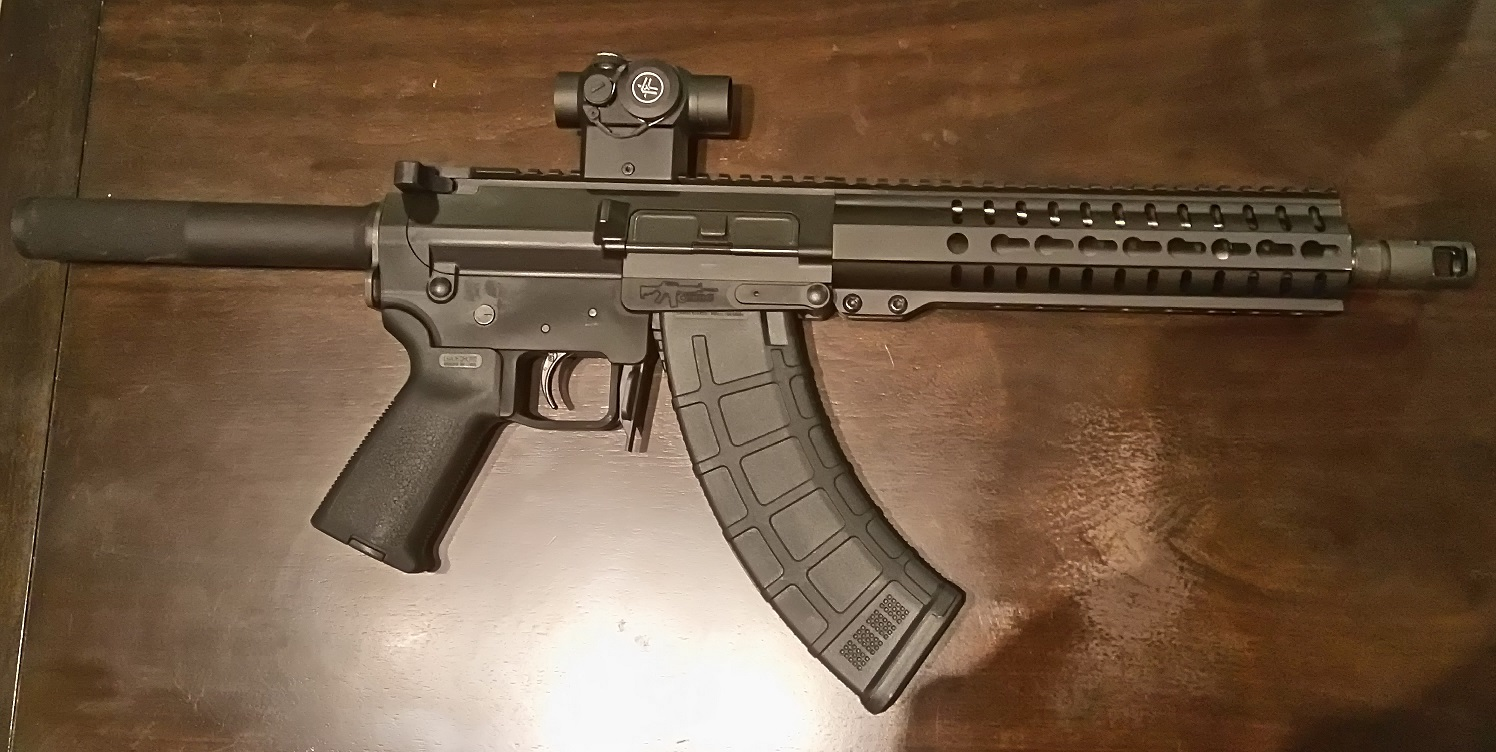
Пістолетна версія CMMG Mk47 Mutant

- Пістолетна версія CMMG Mk47 MutantCMMG Mk47 AKS13 – випущений у 2016 році, має ствол довжиною 13 дюймів та дульне гальмо Krink.

## У масовій культурі
Гвинтівка з'являлася в комп'ютерних іграх Escape from Tarkov та PlayerUnknown's Battlegrounds.